# Fırıldak Ailesi (Film)
Fırıldak Ailesi ist ein türkischer Animationsfilm von Haluk Can Dizdaroğlu und Berk Tokay, der am 2. Februar 2017 in die deutschen Kinos kam. Der Kinostart in der Türkei war am 3. Februar 2017. Der Film ist die Fortsetzung der Fernsehserie Fırıldak Ailesi.

## Inhalt
In der Nacht werden alle Frauen des Dorfes entführt, wo auch Sabri Fırıldak mit seiner Familie lebt. Er selber ernennt sich zum Helden, indem er die entführten Frauen retten will. Das Abenteuer verläuft anders als er es sich vorgestellt hat. Auch wenn es Drachen, dunkle Mächte und Zauberer gibt, lässt sich die Familie von nichts abhalten.

## Synchronisation
| Rolle           | Originalsprecher |
| --------------- | ---------------- |
| Şabril Fırıldak | Bürent Kayabaş   |
| Yıldız Fırıldak | Gülen Karaman    |
| Dürdane Çektir  | Tülay Bursa      |
| Afet Fırıldak   | Tülay Köneçoğlu  |
| Zeki Fırıldak   | Keremcan Köse    |
| Tosun Kırıldak  | Oya Küçümen      |
| Orhan           | Onur Akgülgil    |
| Gültekin        | Barış Özgenç     |
| Murat Boz       | Murat Boz        |
| Yılmaz Vural    | Yılmaz Vural     |

## Kritiken
„Temporeicher Animationsfilm aus der Türkei, der mit einer Mischung aus naiven Figuren und schrägen Untertönen Jung und Alt gleichermaßen anzusprechen versucht.“